# Álvaro Fadini
Álvaro Alaor Siqueira Fadini (1987) è un giocatore di football americano brasiliano, che gioca come quarterback per i Recife Mariners.
Ha iniziato a giocare in Brasile nel 2011 come wide receiver con i Vila Velha Tritões, per poi passare ai Belo Horizonte Get Eagles (successivamente Sada Cruzeiro e Galo Futebol Americano) e in seguito trasferirsi una prima volta in Europa, prima agli austriaci Cineplexx Blue Devils e poi ai cechi Ostrava Steelers (coi quali però non ha potuto giocare); è quindi tornato in Brasile ai Cruzeiro Imperadores e successivamente nuovamente in Austria ai Telfs Patriots, dopo la cui esperienza è tornato nuovamente nel suo paese natale ai Recife Mariners.

## Palmarès
- Sulamericano (2023)
- 4 Brazil Bowl (Belo Horizonte Get Eagles/Sada Cruzeiro/Galo Futebol Americano: 2016, 2017, 2018; Recife Mariners, 2024)
- 2 Nordeste Bowl (Recife Mariners, 2023, 2024)
- 3 Campeonato Capixaba de Futebol Americano (Vila Velha Tritões, 2012, 2013, 2015)